# Gonomyia persimilis
Gonomyia persimilis là một loài ruồi trong họ Limoniidae. Chúng phân bố ở vùng Tân nhiệt đới.